# Regional Rally Car
El Regional Rally Car, más conocido por sus siglas en inglés RRC, es una serie de regulaciones para automóviles de carreras derivados de la producción en serie para su adaptación en competiciones deportivas. Son establecidas por la FIA y parten del reglamento de grupo A.
Los RRC se consideran un punto intermedio entre los World Rally Car y los Super 2000, pero concebidos como una evolución menor de los primeros para competiciones menores conservando parte de sus prestaciones pero a un coste más asequible. Sin embargo y a pesar de ser comparados con los WRC esta categoría terminó compitiendo con los S2000 en pruebas del Campeonato de Europa de Rally o el WRC 2.
Desde el punto de vista técnico un RRC cuenta con un paquete aerodinámico y mecánico inferior a un WRC, motor 1.6 cc, una brida en el turbo de 30 mm (frente a los 33 mm de los WRC) y frenos más pequeños, entre otros. En compensación, un vehículo de esta categoría puede convertirse a un WRC en cuestión de horas solo con adquirir el material adecuado.
El piloto checho Jan Kopecky definió a estos vehículos como «brutales» en zonas lentas en detrimento de los motores atmosféricos, pero que en zonas rápidas la situación se invertía.

## Automóviles RRC
- Ford Fiesta RRC[3]
- Citroën DS3 RRC